# Cephalocereus senilis
Cephalocereus senilis là một loài thực vật có hoa trong họ Cactaceae. Loài này được (Haw.) Pfeiff. mô tả khoa học đầu tiên năm 1838.

## Hình ảnh

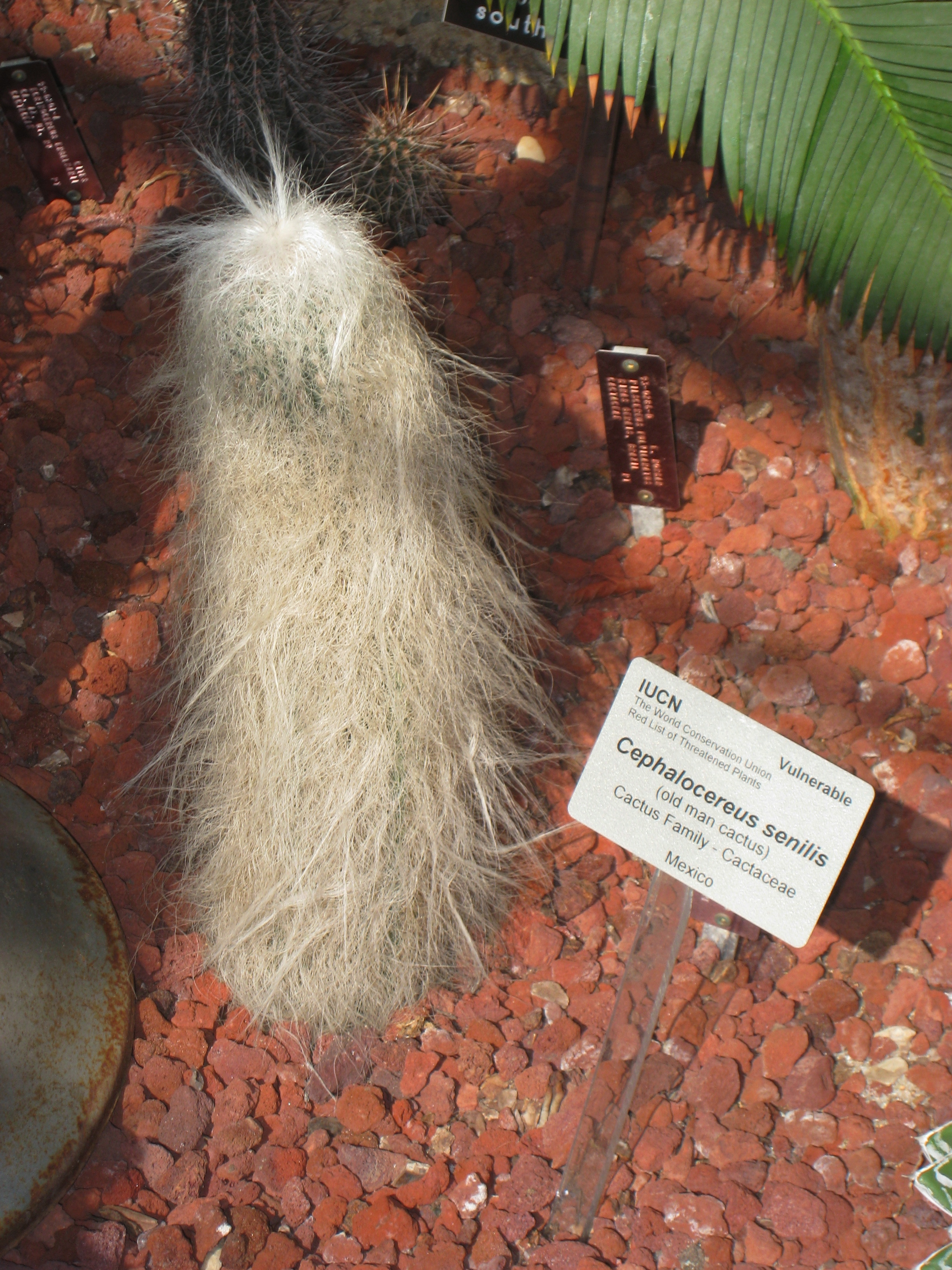
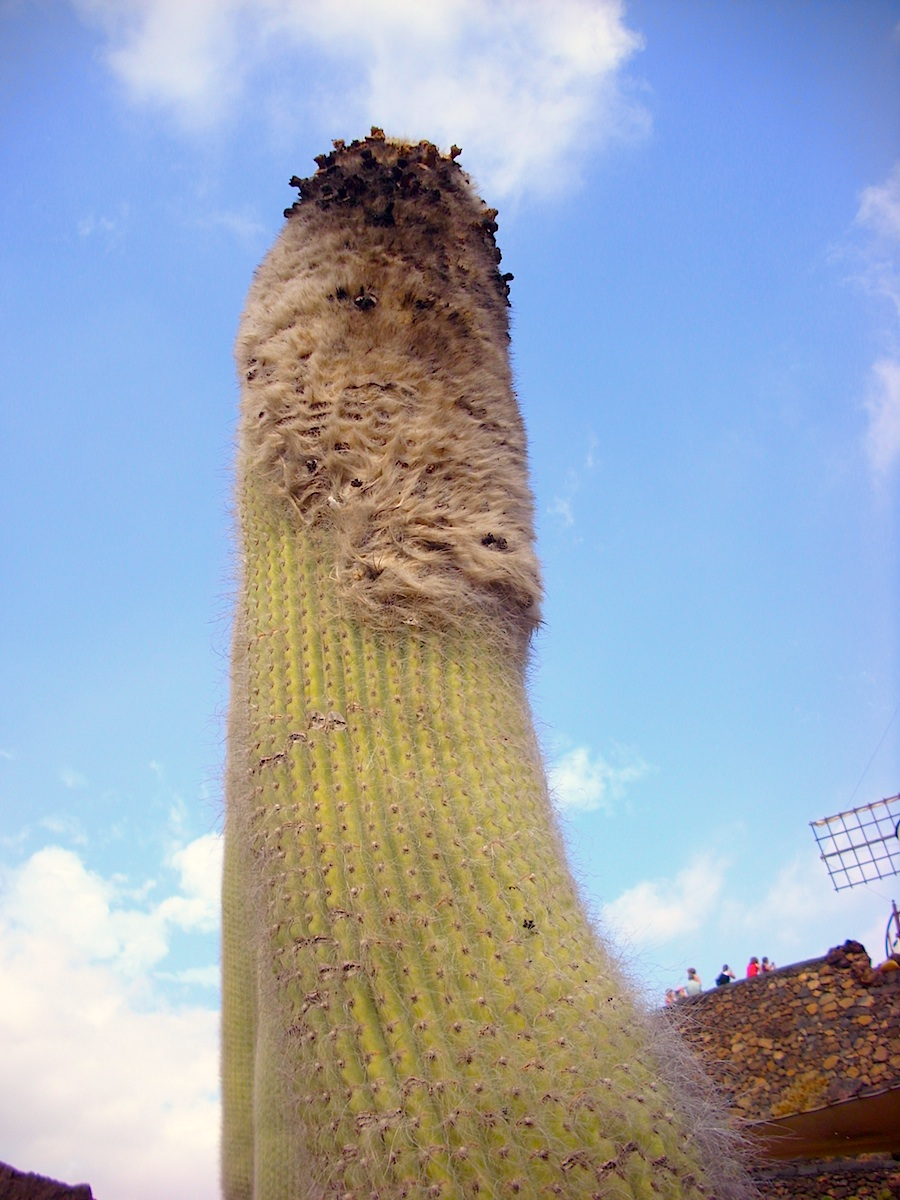
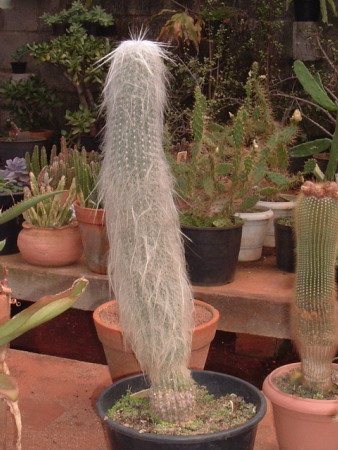
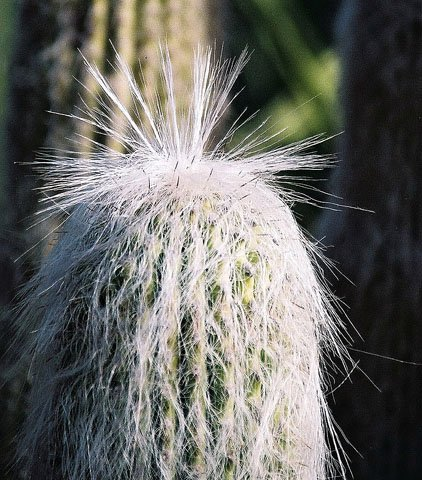